# Krestianskaïa zastava (métro de Moscou)
Krestianskaïa zastava (en russe : Крестья́нская заста́ва et en anglais : Krestyanskaya Zastava) est une station de la ligne Lioublinsko-Dmitrovskaïa (ligne 10 verte) du métro de Moscou, située sur le territoire de l'arrondissement Taganski dans le district administratif central de Moscou.

## Situation sur le réseau
Établie en souterrain, à 47 mètres sous le niveau du sol, la station Krestianskaïa zastava est située au point 047+30 de la ligne Lioublinsko-Dmitrovskaïa (ligne 10 verte), entre les stations Rimskaïa (en direction de Petrovsko-Razoumovskaïa) et Doubrovka (en direction de Ziablikovo).